# Qorveh (shahrestan)
Qorveh (persiska: شهرستان قروه, Shahrestān-e Qorveh, قروه) är en delprovins (shahrestan) i Iran.   Den ligger i provinsen Kurdistan, i den nordvästra delen av landet, 300 km väster om huvudstaden Teheran.
Delprovinsen hade 140 192 invånare 2016.